# Roxane van Iperen

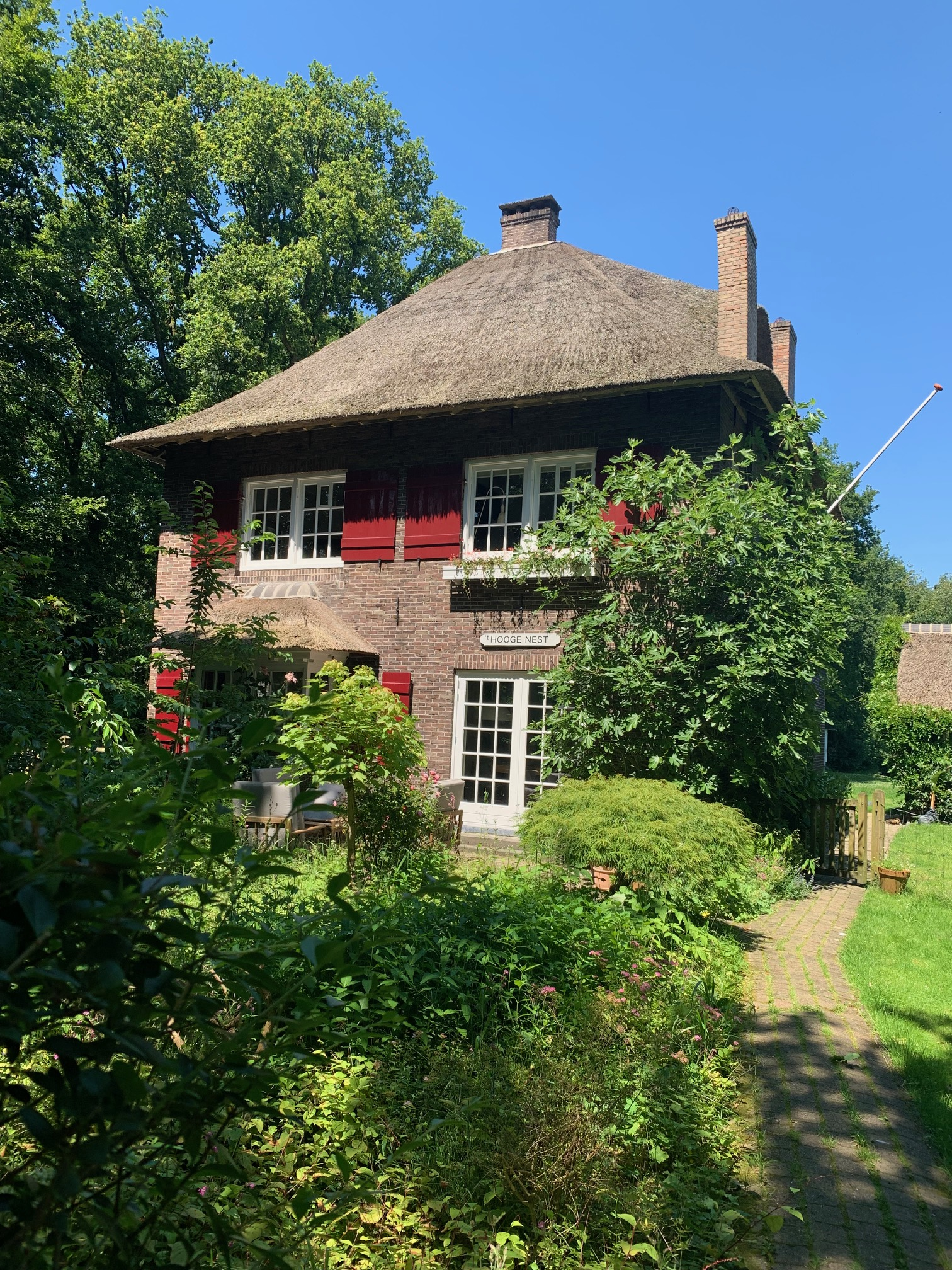
Villa 't Hooge Nest

Roxane van Iperen (Nijmegen, 11 juni 1976) is een Nederlands jurist en auteur.

## Leven en werk
Van Iperen woonde in haar jeugd onder andere in het Spaanse Málaga. Daar doorliep zij van 1990 tot 1992 de Engelse middelbare school. Op haar zestiende verhuisde zij naar Sint-Michielsgestel, waar zij in 1995 haar opleiding aan het Gymnasium Beekvliet afrondde. Zij studeerde rechten aan de Universiteit van Amsterdam en volgde een beroepsopleiding advocatuur. Vanaf 2001 werkte zij als jurist bij NautaDutilh en in het bedrijfsleven. Sinds 2011 heeft zij een zakelijke adviespraktijk De Pleitschrijver. In 2014 begon zij haar journalistieke loopbaan, als columnist van glossy magazine Jackie. Later werkte zij als freelancer voor onder meer Vrij Nederland, Het Financieele Dagblad, Het Parool, De Morgen, De Correspondent en Follow the Money. Sinds 2015 is zij voorzitter van de Raad van Advies van het SIDN-fonds van de Stichting Internet Domeinregistratie Nederland (SIDN). In 2016 was zij gastcorrespondent Brazilië voor De Correspondent.
In 2016 verscheen ook haar debuutroman Schuim der aarde, winnaar van de Hebban Debuutprijs. In 2018 volgde  't Hooge Nest over de geschiedenis van haar huis in Naarden, waar de Joodse zusjes Janny (1916-2003) en Lien Brilleslijper (1912-1988) en de Duitser Eberhard Rebling (1911-2008) vanaf februari 1943 een verzetscentrum en toevluchtsoord voor onderduikers runden. 't Hooge Nest stond een jaar onafgebroken, en met onderbrekingen in totaal 144 weken, in de CPNB Bestseller 60. Er kwamen vertalingen in het Engels (The Sisters of Auschwitz), Frans (Un refuge pour l'espoir), Spaans (El último refugio), Italiaans (L'Alto Nido) en Duits (Ein Versteck unter Feinden). De vertaalrechten zijn voorts verkocht aan Finland, Hongarije, Portugal, Slowakije, Tsjechië, het Verenigd Koninkrijk en Zweden. Begin september kwam The Sisters of Auschwitz op nummer 2 binnen in de 'Nonfiction paperback' bestsellerlijst, en op nummer 5 in de 'Combined Print & E-Book' bestsellerlijst van The New York Times. Ook kwam het op plek 15 binnen in de bestsellerlijst van de American Booksellers Association. De productiemaatschappij van Halina Reijn en Carice van Houten wilde het boek verfilmen en verkreeg in september 2019 daartoe de rechten. In 2025 bracht Solo Stories de geschiedenis in een theatermonoloog door actrice Fockeline Ouwerkerk. Volgens journaliste Annemieke Hendriks leunt het boek sterk op het in 1986 verschenen boek Sag nie, du gehst den letzten Weg van Rebling en Lien Brilleslijper, maar heeft Van Iperen de rol van Rebling "weggewist". (De Nederlandse vertaling van Sag nie, du gehst den letzten Weg door Johan Meijer, Diete Oudesluijs, Rimco Spanjer en Sander Stotijn is in mei 2024 uitgegeven onder de titel Lied van verzet.)
Van Iperen hield op 4 mei 2021 de literaire voordracht Stemmen uit het diepe tijdens de herdenkingsbijeenkomst in de Nieuwe Kerk in Amsterdam, die voorafging aan de plechtigheden op de Dam. Ze schreef het essay De genocidefax voor de boekenweek van 2021. Op 25 juli 2021 was zij gast in het VPRO-tv-programma Zomergasten.
In Khalid & Sophie vertelde zij op 9 september 2021 over de totstandkoming van Brieven aan 't Hooge Nest, gebaseerd op de brieven die zij ontving naar aanleiding van 't Hooge Nest. Het boek bevat daarnaast de tekst van haar 4-meilezing, die eerder was uitgebracht onder de titel Stemmen uit het diepe, de licht gewijzigde tekst van de Cleveringalezing die zij op 23 november 2019 uitsprak in de Hilversumsche Golf Club, en haar relaas over de deportatie in 1943 naar Auschwitz van alle patiënten van het joodse psychiatrisch ziekenhuis Het Apeldoornsche Bosch.
Haar boek uit 2022, Eigen welzijn eerst - Hoe de middenklasse haar liberale waarden verloor, beschrijft volgens de flaptekst het afgebrokkelde geloof in vooruitgang, dat "onder invloed van de politiek plaatsgemaakt [heeft] voor een sterke hang naar zelfbehoud, met extreme sentimenten tot gevolg." In het boek gaat het onder andere over 'wellness-rechts', dat volgens de recensie in NRC lijkt op een "sociale media-gezondheidsbeweging", maar "een agressieve marketingmachine [is] die extreem-rechts gedachtengoed normaliseert". De groep mensen die er zo over denkt hangt een ouderwetse rolverdeling tussen mannen en vrouwen aan, waarin moeders de "biologisch voorbestemde primaire verzorgers" zijn van hun kinderen.
In 2023 verscheen haar semi-autobiografische roman Dat beloof ik.

## Bestseller 60
| Boeken met noteringen in de Nederlandse Bestseller 60 | Jaar van verschijnen | Datum van binnenkomst | Hoogste positie | Aantal weken | Opmerkingen     |
| ----------------------------------------------------- | -------------------- | --------------------- | --------------- | ------------ | --------------- |
| 't Hooge Nest                                         | 2018                 | 21-11-2018            | 3               | 144          |                 |
| De genocidefax                                        | 2021                 | 02-06-2021            | 1 (1wk)         | 9            | Boekenweekessay |
| Brieven aan 't Hooge Nest                             | 2021                 | 15-09-2021            | 26              | 3            |                 |
| Eigen welzijn eerst                                   | 2022                 | 18-05-2022            | 2               | 15           |                 |
| Dat beloof ik                                         | 2023                 | 17-05-2023            | 2               | 20           |                 |
| Eigen planeet eerst                                   | 2025                 | 21-05-2025            | 4               | 6            |                 |

## Prijzen
- 2016 - Hebban Debuutprijs, voor haar debuutroman  Schuim der aarde
- 2017 - VOJN-award van de Vereniging Online Journalistiek Nederland, Beste Journalistieke Opinie 2017, voor een artikel en videocolumn over de koolstofbubbel en de macht van de fossiele industrie
- 2019 - Opzij Literatuurprijs
- 2021 - Taalstaatmeesterprijs